# Corrent d'Irminger

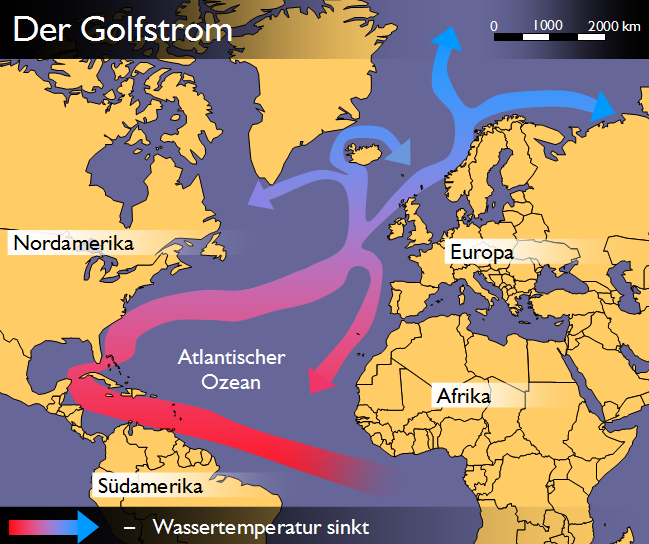
El corrent d'Irminger és la prolongació nord-oest del Corrent del Golf

El corrent d'Irminger és un corrent marí de l'oceà Atlàntic que discorre cap a l'oest al llarg del litoral sud-oest d'Islàndia. També se’n diu Corrent de l'Est de Grenlàndia. Forma part del Corrent del Golf, i les seves aigües són càlides coa que provoca que el clima d'Islàndia sigui més càlid del que correspondria a la seva latitud.
Rep el nom de l'almiralldanès Carl Ludvig Christian Irminger (1802–1888) que va fer recerca hidrogràfic a aquesta zona l'any 1854.